# Пиглюк Михайло Романович
Миха́йло Рома́нович Пиглю́к — сержант Збройних Сил України, учасник російсько-української війни, що загинув у ході російського вторгнення в Україну в 2022 році.

## Життєпис
Михайло Пиглюк народився 17 червня 1981 року в селі Потелич (з 2020 року — Рава-Руської міської територіальної громади Львівського району) на Львівщині. Проживав у Львові. З початком повномасштабного російського вторгнення в Україну 25 лютого 2022 року сам добровільно пішов до військкомату для мобілізації до лав Збройних сил України. Військову службу проходив у складі 24-ї окремої механізованої бригади імені короля Данила. Михайло Пиглюк загинув 21 березня 2022 року біля міста Попасної Луганської області. Спершу його поховали як «невідомого Захисника України». Упродовж майже трьох місяців тривали пошуки тіла Михайла Пиглюка. 17 червня 2022 року після встановлення особи і проведення необхідних заходів, полеглого перепоховали і провели в останню путь на малій батьківщині в селі Потелич на Львівщині.

## Родина
У загиблого залишилися дружина та троє дітей.

## Нагороди
- Орден «За мужність» III ступеня (2022, посмертно) — за особисту мужність і самовіддані дії, виявлені у захисті державного суверенітету та територіальної цілісності України, вірність військовій присязі[3].

## Вшанування пам'яті
У зв'язку із загибеллю Михайла Пиглюка в ході повномасштабного російського вторгнення в Україну в день його поховання 17 червня 2022 року з метою вшанування пам'яті полеглого та відповідно до розпорядження міського голови Рави-Руської № 118 у Рава-Руській міській територіальній громаді 17 червня 2022 року оголосили Днем жалоби.